# 존 그린리프 휘티어
존 그린리프 휘티어(John Greenleaf Whittier, 1807년 12월 17일 – 1892년 9월 7일)는 미국의 퀘이커 시인이자 노예제 폐지 옹호자였다. 흔히 벽난로 시인 중 한 명으로 꼽히며 스코틀랜드 시인 로버트 번스의 영향을 받았다. 휘티어는 특히 반노예제 저술과 1866년 저서 《눈에 갇히다》로 기억된다.

## 어린 시절과 교육
휘티어는 1807년 12월 17일 매사추세츠주 헤이브릴 (매사추세츠주)에 있는 자신의 시골 고향집에서 존 휘티어와 애비게일 (본명: {{{1}}} 허시) 휘티어 사이에서 태어났다. 그의 중간 이름은 그의 위그노 조상들을 따라 푸유베르트를 의미하는 것으로 여겨진다. 그는 농장에서 부모님, 형제자매 두 명, 외삼촌과 친삼촌, 그리고 농장의 끊임없는 방문객들과 고용된 일꾼들과 함께 자랐다. 어린 시절, 휘티어는 익은 딸기와 익지 않은 딸기의 차이를 구별하지 못하여 색각 이상인 것이 발견되었다.
농장은 수익성이 좋지 않았고, 겨우 생활할 정도의 돈만 있었다. 휘티어 자신은 힘든 농장 노동에 맞지 않았고 평생 좋지 않은 건강과 육체적 허약함으로 고통받았다. 비록 정규 교육을 거의 받지 못했지만, 그는 아버지의 퀘이커교에 관한 여섯 권의 책을 탐독하여 그 가르침이 그의 이념의 기초가 되었다. 휘티어는 그의 종교의 교리, 특히 인도주의, 연민, 사회적 책임에 대한 강조에 크게 영향을 받았다.

## 경력
휘티어는 교사에 의해 처음 시를 접하게 되었다. 그의 누이 메리 휘티어가 그의 첫 시 "The Deity"를 그의 허락 없이 뉴버리포트 프리 프레스에 보냈고, 그 편집자인 윌리엄 로이드 개리슨이 1826년 6월 8일 이를 출판했다. 개리슨과 다른 지역 편집자는 휘티어에게 최근 개교한 헤이브릴 아카데미에 다니도록 격려했다. 학교에 다니기 위한 돈을 마련하기 위해 휘티어는 한동안 구두 수선공이 되었고, 가족 농장의 식량으로 학비의 일부를 지불하는 거래가 이루어졌다. 두 번째 학기 전에 그는 현재 메리맥 (매사추세츠주)에 있는 단일 교실 학교에서 교사로 일하며 학비를 벌었다. 그는 1827년부터 1828년까지 헤이브릴 아카데미에 다녔고 단 두 학기 만에 고등학교 교육을 마쳤다.
휘티어는 1828년 비평가 존 닐의 잡지 《더 양키》를 통해 그의 작품에 대한 첫 실질적인 대중의 칭찬을 받았다. 휘티어는 나이 많고 더 확고한 작가의 의견을 소중히 여겼고, 닐이 그의 글을 좋아하지 않는다면 "나는 시를 포함한 모든 문학적인 것을 그만둘 것입니다. 왜냐하면 이 일에 진저리가 나기 때문입니다"라고 다짐했다. 1829년 편지에서 닐은 휘티어에게 "끈기 있게 노력하면 모든 면에서 보상을 받을 것이라고 확신합니다"라고 말했다. 닐의 1828년 소설 《레이첼 다이어》를 읽고 휘티어는 뉴잉글랜드 마녀 전설을 자신의 이야기와 시에 woven into하게 되었다.
개리슨은 휘티어에게 보스턴 기반의 금주 운동 주간지인 내셔널 필란트로피스트의 편집장직을 맡겼다. 경영진 교체 직후, 개리슨은 그를 보스턴의 주간 아메리칸 매뉴팩처 편집장으로 재배치했다. 휘티어는 앤드루 잭슨 대통령에 대한 노골적인 비판자가 되었고, 1830년에는 하트퍼드 (코네티컷주)에서 저명한 뉴잉글랜드 위클리 리뷰의 편집장이 되었다. 이 잡지는 뉴잉글랜드에서 가장 영향력 있는 휘그당 (미국) 저널이었다. 그는 1838년 더 뉴잉글랜드 매거진에 "버몬트인들의 노래, 1779"를 익명으로 발표했다. 이 시는 거의 60년 동안 이선 앨런의 작품으로 잘못 알려져 있었다. 휘티어는 1858년에 자신의 저작권을 인정했다.

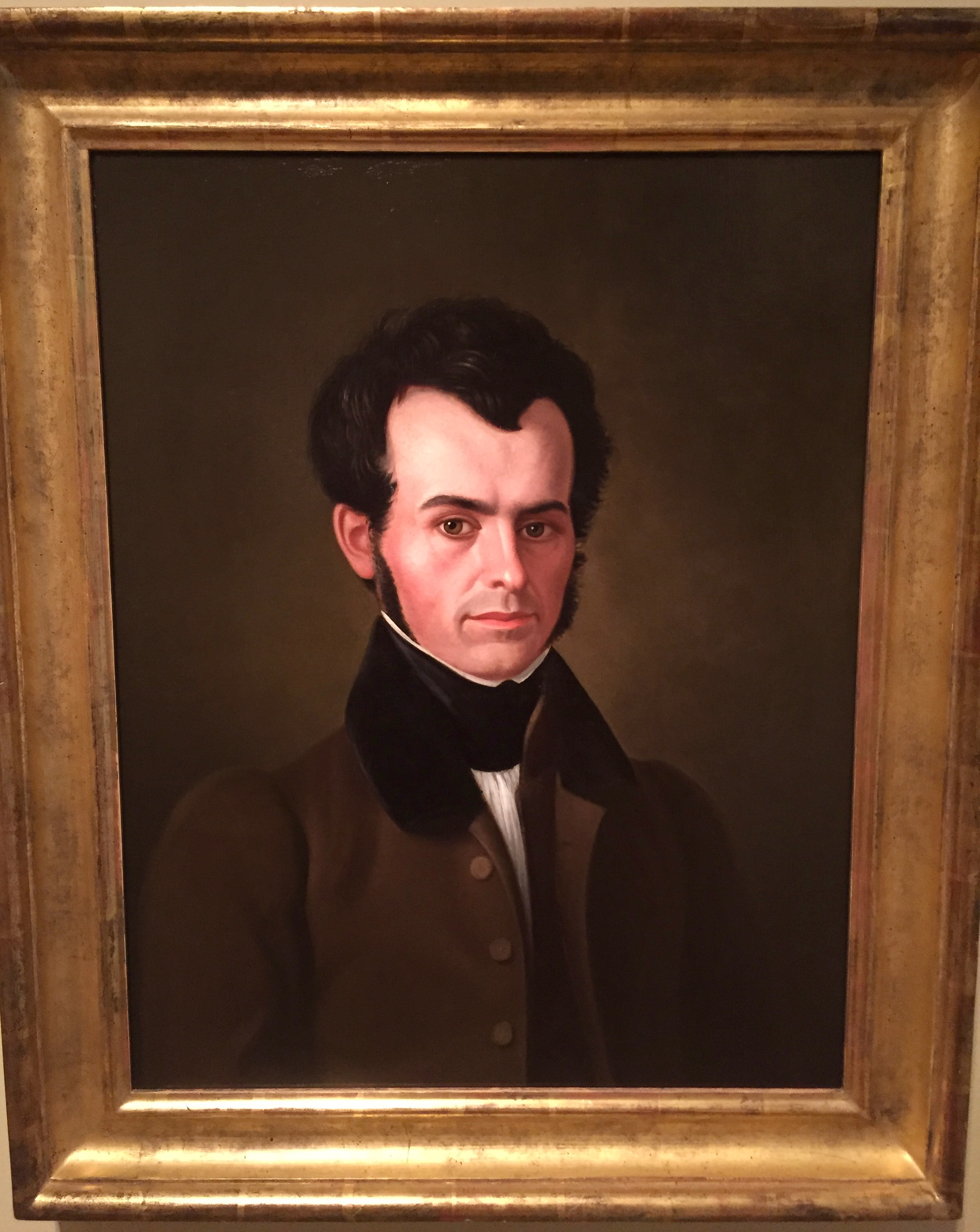
로버트 펙햄 (화가)이 그린 존 그린리프 휘티어의 유화 (1833년). 존 그린리프 휘티어 하우스 소장.

### 노예제 폐지 활동

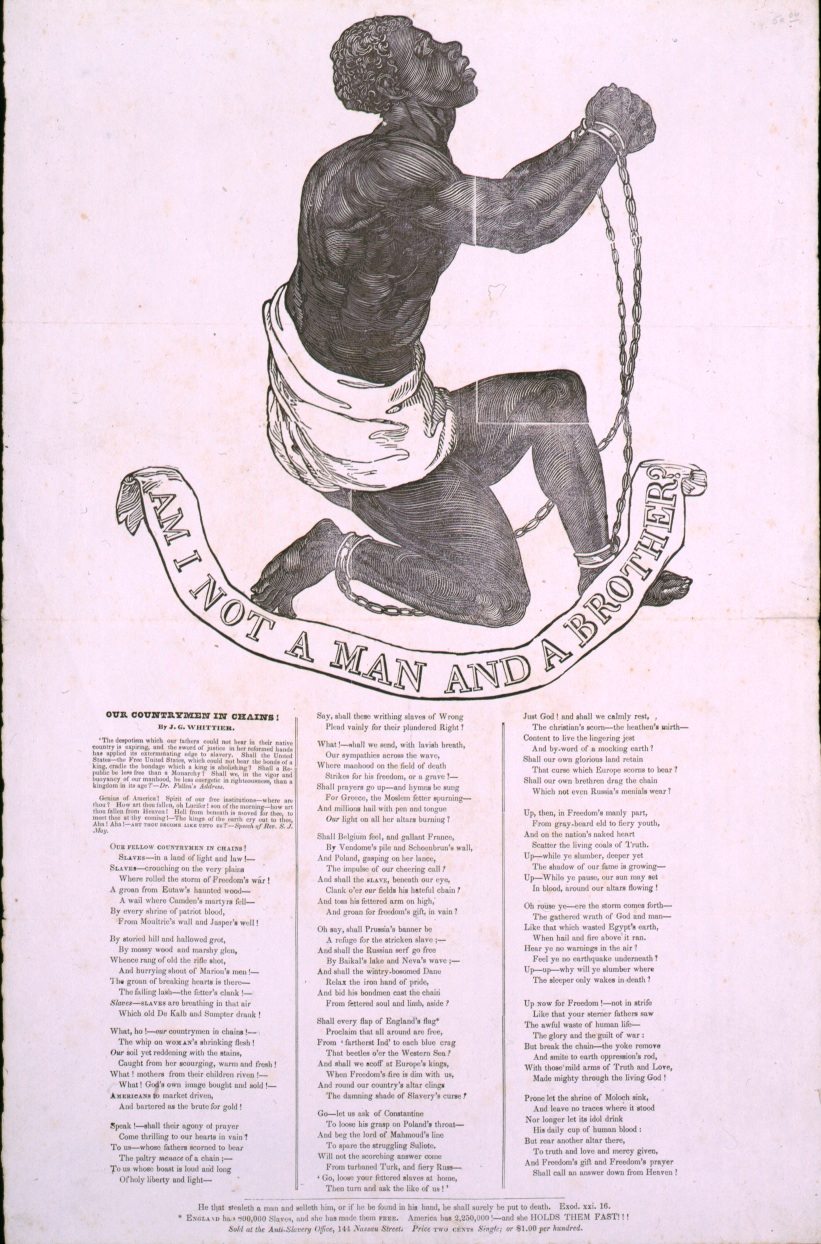
휘티어의 《쇠사슬에 묶인 우리 동포들》의 브로드사이드 출판물

1830년대 휘티어는 정치에 관심을 가졌으나 25세에 의회 선거에서 패배한 후 신경쇠약으로 쓰러져 집으로 돌아갔다. 1833년은 휘티어에게 전환점이 되었다. 그는 개리슨과의 서신 교환을 재개했고, 열정적인 노예제 폐지론자는 젊은 퀘이커에게 자신의 대의에 동참하도록 격려하기 시작했다.
1833년에 휘티어는 반노예제 소책자 《정의와 편의》를 출판했고, 그 후 20년 동안 노예제 폐지 운동에 헌신했다. 논쟁의 여지가 있는 이 소책자는 즉각적인 해방을 요구하여 북부 사업가와 남부 노예 소유주 모두에게서 멀어지게 했기 때문에 그의 모든 정치적 희망을 파괴했지만, 도덕적으로 옳고 사회적으로 필요하다고 생각하는 대의에 대한 그의 헌신을 확고히 했다. 그는 미국 반노예제 사회의 창립 멤버였으며 1833년 반노예제 선언문에 서명했는데, 그는 이를 자신의 삶에서 가장 중요한 행동으로 자주 여겼다.
휘티어의 정치적 수완은 그를 로비스트로서 유용하게 만들었으며, 노예제 폐지에 반대하는 의회 지도자들을 노예제 폐지 운동에 합류하도록 끈질기게 설득하려는 그의 의지는 매우 중요했다. 1835년부터 1838년까지 그는 북부 전역을 광범위하게 여행하며 회의에 참석하고, 표를 확보하고, 대중에게 연설하며, 정치인들을 로비했다. 그 과정에서 휘티어는 여러 번 폭도들에게 습격당하고 돌을 맞고 마을에서 쫓겨나는 등 상당한 폭력적인 반응을 겪었다.
1838년부터 1840년까지 그는 필라델피아의 펜실베이니아 프리먼의 편집자였다. 이 신문은 한때 내셔널 인콰이어러로 알려진 북부의 주요 반노예제 신문 중 하나였다. 1838년 5월, 이 출판사는 사무실을 북6번가에 새로 개장한 펜실베이니아 홀로 옮겼고, 얼마 후 노예제 옹호 폭도들에게 불태워졌다. 휘티어는 계속해서 시를 썼고, 그의 거의 모든 시는 노예 문제에 대해 다루었다.
1838년 뉴햄프셔의 찰스 G. 애서턴은 5개 결의안을 제출하여 채택되었고, 노예제 폐지에 대한 청원을 의회에서 논의하는 것을 금지하는 새로운 결의안을 만들었다. 의회는 1838년 12월 12일에 이를 승인했으며, 이는 "애서턴 개그"로 알려지게 되었다. 휘티어는 그의 많은 노예 폐지 시 중 하나에서 애서턴을 "비열하다"고 언급했는데, 이는 그가 노예제 옹호 남부의 동료 민주당원들과 너무 긴밀하게 동맹을 맺었기 때문이다. 존 퀸시 애덤스가 제안한 동의로 하원이 그 개그 규칙을 철회한 것은 1844년이 되어서였다.
1830년대 말, 노예제 폐지 운동의 통일성은 균열되기 시작했다. 휘티어는 정치적 노력과 분리된 도덕적 행동은 헛되다는 자신의 믿음을 고수했다. 그는 성공을 위해서는 단순히 도덕적 설득이 아니라 입법적 변화가 필요하다는 것을 알았다. 그 의견만으로도 개리슨과의 심한 분열이 생겼고, 휘티어는 1839년 자유토지당의 창립 멤버가 되었다. 1840년, 그는 런던에서 열린 세계 반노예제 대회에 참석했다. 1843년까지 그는 신생 정당의 승리를 선언하고 있었다: "자유당은 더 이상 실험이 아니다. 강력한 현실이며... 강력한 영향력을 행사하고 있다." 휘티어는 랠프 월도 에머슨과 헨리 워즈워스 롱펠로를 이 당에 가입시키려 했으나 성공하지 못했다. 그는 1844년까지 로웰 (매사추세츠주)의 미들섹스 스탠더드와 에임즈베리의 에식스 트랜스크립트에서 편집직을 맡았다. 로웰에 있는 동안 그는 평생 친구가 된 루시 라컴을 만났다.
1845년에 그는 노예 탈출을 돕다가 버지니아주에서 수감된 자유 흑인 존 파운틴에 대한 일화를 포함한 에세이 "The Black Man"을 쓰기 시작했다. 석방된 후 파운틴은 순회 강연을 다니며 휘티어에게 자신의 이야기를 써준 것에 대해 감사했다.
그 무렵, 편집 업무의 스트레스, 건강 악화, 그리고 위험한 군중 폭력으로 인해 휘티어는 육체적으로 쇠약해졌다. 그는 에임즈베리 집으로 돌아와 남은 여생을 그곳에서 보냈고, 노예 제도 폐지 운동에 대한 적극적인 참여를 중단했다. 그럼에도 불구하고 그는 노예 제도 폐지 지지를 얻는 가장 좋은 방법은 자유당의 정치적 매력을 넓히는 것이라고 계속 믿었으며, 휘티어는 당 강령에 다른 문제들을 추가할 것을 계속 주장했다. 그는 결국 자유당이 자유토지당으로 발전하는 데 참여했으며, 어떤 사람들은 그의 가장 위대한 정치적 업적이 찰스 섬너를 1850년 미국 상원 자유토지당 후보로 출마하도록 설득한 것이라고 말한다.
1847년부터 휘티어는 북부에서 가장 영향력 있는 노예 폐지론자 신문 중 하나인 가마리엘 베일리의 《더 내셔널 에라》의 편집자였다. 다음 10년 동안 이 신문은 그의 글 중 산문과 시 모두에서 최고의 작품들을 실었다. 집에 갇혀 행동에서 벗어나 있었던 것은 휘티어에게 더 좋은 노예 폐지 시를 쓸 기회를 주었고, 그는 심지어 그의 당의 계관시인이 되기도 했다. 휘티어의 시는 종종 노예 제도를 모든 종류의 억압(물리적, 영적, 경제적)을 나타내는 데 사용했으며, 그의 시는 논리보다는 감정에 호소하여 대중의 반응을 불러일으켰다.
휘티어는 두 권의 반노예제 시집을 출간했다: 《1830년에서 1838년 사이에 미국에서 노예 폐지 운동 진행 중에 쓰여진 시》와 《자유의 소리》(1846년).

### 남북 전쟁 시기

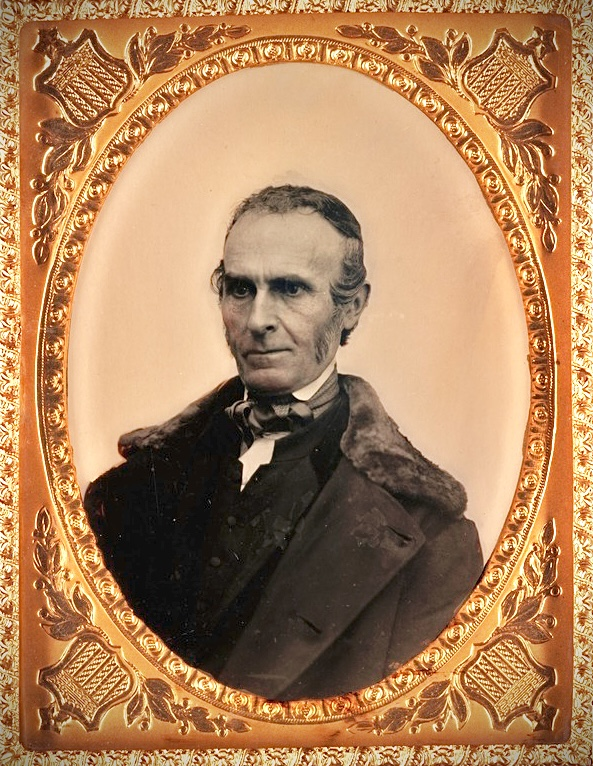
존 그린리프 휘티어의 다게레오타이프, c. 1855–60

그는 1860년 미국 대통령 선거와 1864년 미국 대통령 선거에서 두 번 모두 에이브러햄 링컨의 선거인이었다. 남북 전쟁이 발발하기 몇 달 전, 휘티어는 강력한 전국적 독자를 확보했다. 1861년 1월, 이전에 그의 시를 외면했던 애틀랜틱 먼슬리는 그의 "예리하고 분별력 있는 정의에 대한 사랑"과 "자유에 대한 사랑"을 칭찬했다.
1864년, 노스 아메리칸 리뷰는 휘티어의 시집 《전쟁 중과 기타 시》에 대해 "전반적으로 우리 시인들 중 가장 미국적이며, 그의 [퀘이커] 신조에 의해 억눌려 있지만 더욱 강렬하게 타오르는 전쟁 애국심의 불꽃이 그 안에 있다"고 평가했다.
1865년 미국 수정 헌법 제13조의 통과로 노예 제도와 그의 공적 대의가 모두 끝났고, 이에 따라 휘티어는 남은 생애 동안 다른 형태의 시에 몰두했다.

### 말년

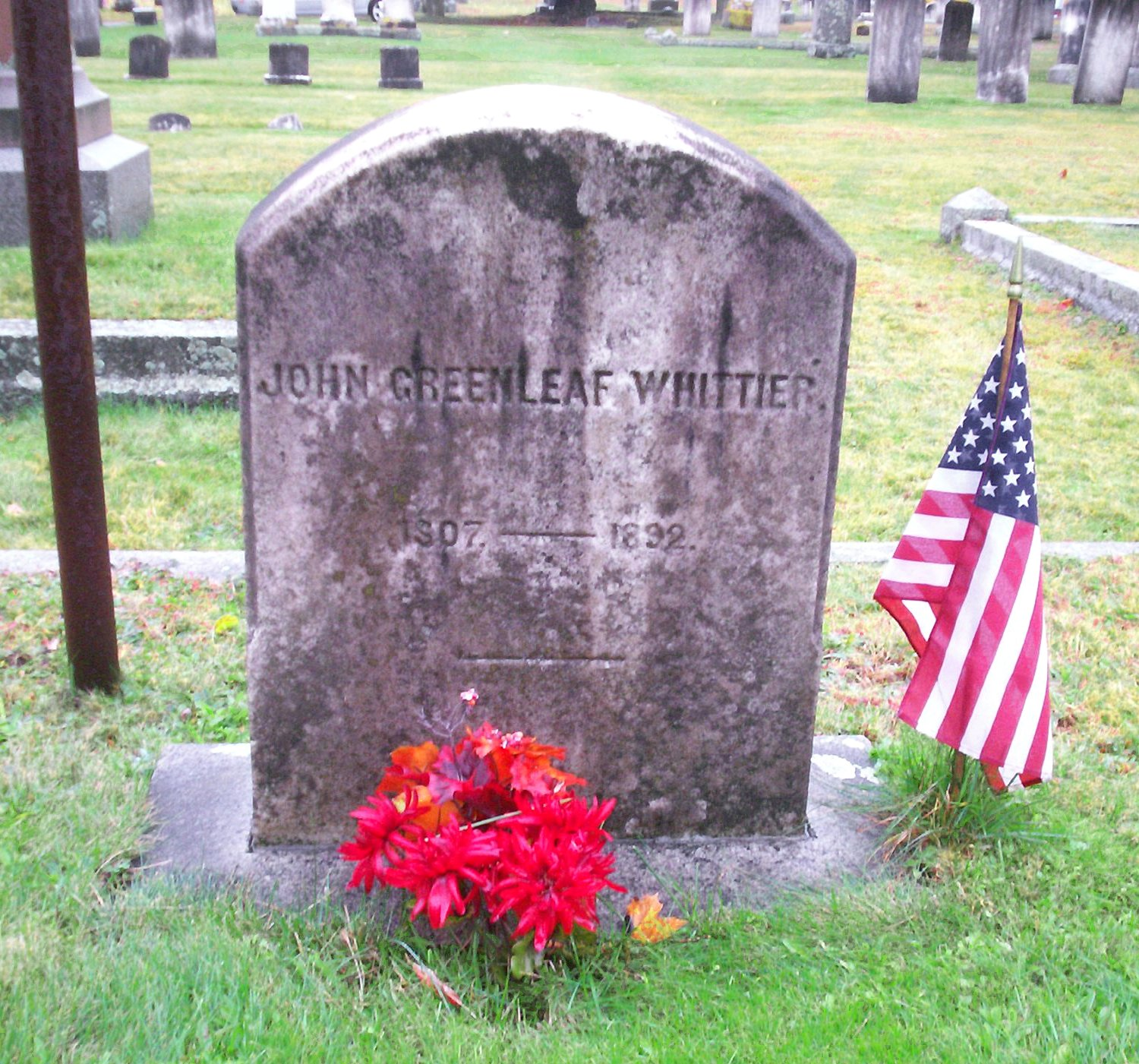
에임즈베리 (매사추세츠주)에 있는 휘티어의 무덤

그의 가장 오래 지속되는 작품 중 하나인 《눈에 갇히다》는 1866년에 처음 출판되었다. 휘티어는 그 재정적 성공에 놀랐다. 그는 초판에서 10,000달러를 벌었다. 1867년, 휘티어는 제임스 T. 필즈에게 영국 작가 찰스 디킨스가 미국을 방문하는 동안 그의 낭독회 티켓을 구해달라고 요청했다. 행사 후 휘티어는 자신의 경험을 다음과 같이 묘사하는 편지를 썼다.
다음 날 내 눈은 너무 강렬하게 바라봐서 아팠다. 그의 목소리가 본래 특별히 훌륭하다고는 생각하지 않지만, 그는 그것을 매우 효과적으로 사용한다. 그는 놀라운 드라마적 능력을 가지고 있다... 나는 내가 이전에 들었던 어떤 대중 낭독자보다 그를 더 좋아한다.

그는 1870년에 미국철학학회 회원으로 선출되었다.
휘티어는 1876년부터 1892년까지 그의 삶의 마지막 겨울을 사촌들의 집인 댄버스 (매사추세츠주)의 오크 놀에서 보냈다.
휘티어는 1892년 여름을 햄프턴 폴스 (뉴햄프셔주)에 있는 사촌의 집에서 보냈는데, 그곳에서 그는 마지막 시(회고록 올리버 웬델 홈스)를 썼고 마지막 사진을 찍었다. 그는 1892년 9월 7일 이 집에서 사망했고, 에임즈베리 (매사추세츠주)에 묻혔다.

## 시

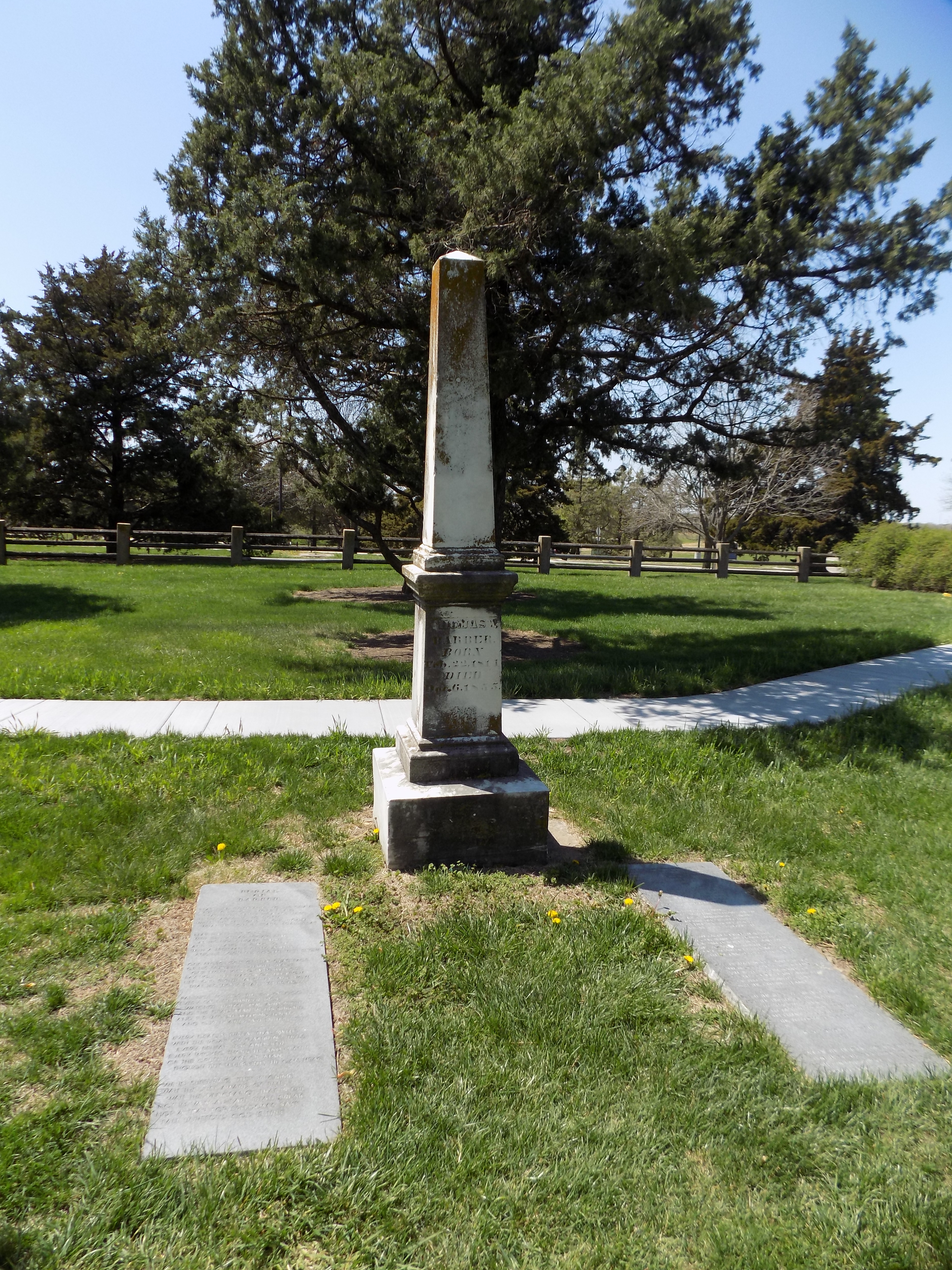
존 그린리프 휘티어의 시 '바버의 매장'은 노예제 폐지론자 T. W. 바버의 매장에서 영감을 받았다 (2018년 촬영된 바버의 무덤).

휘티어의 첫 두 출판된 책은 《뉴잉글랜드 전설》(1831년)과 시 《몰 피처》(1832년)였다. 1833년 그는 《뉴잉글랜드 매거진》에 익명으로 실었던 《버몬트인들의 노래, 1779》를 출판했다. 이 시는 거의 60년 동안 이선 앨런의 작품으로 잘못 알려져 있었다. 그의 정치적 신념에 봉사하는 이러한 시의 사용은 그의 책 《노예 폐지 문제의 진전 중에 쓰여진 시》에서 잘 나타난다.
그의 생애 동안 그리고 그 이후 한동안 높이 평가되었으나, 지금은 주로 그의 반노예제 저작물과 시 《바바라 프리치》, "맨발 소년", "모드 뮐러", 그리고 《눈에 갇히다》로 기억된다.
그의 시 중 여러 편이 찬가로 바뀌었는데, 그의 시 "소마의 양조"에서 가져온 《오 주여, 인간의 아버지》도 포함된다. 시의 후반부는 1924년 조지 길버트 스톡스 박사에 의해 영국 작곡가 휴버트 패리의 1888년 오라토리오 《유디트》의 레프턴 곡조에 맞춰졌다. 또한 프레데릭 메이커에 의해 "휴식"이라는 찬가로 불리며, 찰스 아이브스도 그의 노래 "고요"에서 그 일부를 작곡했다.

휘티어의 퀘이커 신앙은 그러나 다음 찬가에서 더 잘 드러난다.
오 형제 인간이여, 그대의 가슴에 그대 형제를 안으라:

연민이 깃든 곳에 하나님의 평화가 있나니;

올바르게 예배함은 서로 사랑함이니,

미소 하나하나가 찬송이요, 친절한 행동 하나하나가 기도라.

불의에 대한 강한 행동의 필요성에 대한 그의 때로는 대조적인 감각은 독일의 종교인이자 1848년 독일 혁명의 반군 지도자인 요하네스 롱게를 기리는 시 "롱게에게"에서 볼 수 있다.
그대의 일은 베어내는 것이니. 하나님의 이름으로 그리하라:

그대의 임무에 힘을 실으라. 다른 이들이;

상처 입은 교회의 가슴을 치유할, 그 더 나은 나무의 열매를 심을지니.

휘티어의 "포트 로열 1861"은 남부 전쟁 중 연방 해군이 해안을 봉쇄하러 오자 주인이 도망쳐 버리고 남겨진 노예들을 위해 교사와 선교사로 포트 로열, 사우스캐롤라이나에 도착한 북부 노예 폐지론자들의 경험을 묘사한다. 이 시에는 방언으로 쓰여진 "흑인 뱃사공의 노래"가 포함되어 있다.
오, 찬양과 감사! 주님께서 오셨네

백성들을 해방시키려고;

주인님은 심판의 날이라 생각하고,

우리는 희년이라네.

홍해 물결을 쌓으신 주님은

그때처럼 강하시네;

그분께서 말씀하셨네: 어젯밤 우리는 노예였으나;

오늘은 주님의 자유인이 되었네.

참마는 자라고, 목화는 피어나고,

우리는 쌀과 옥수수를 얻으리:

오, 두려워 마라, 결코 듣지 못할지라도

운전사의 나팔 소리!

남북 전쟁에서 영감을 받은 모든 시 중에서 "흑인 뱃사공의 노래"는 가장 널리 인쇄된 시 중 하나였으며, 휘티어는 실제로 포트 로열을 방문한 적이 없지만, 그곳에서 일하던 한 노예제 폐지론자는 그의 "흑인 뱃사공의 노래"를 "미국 포함들 사이에서 힐턴 헤드 항을 노 저어 갈 때 놀라울 정도로 적절했다"고 묘사했다.

## 비판

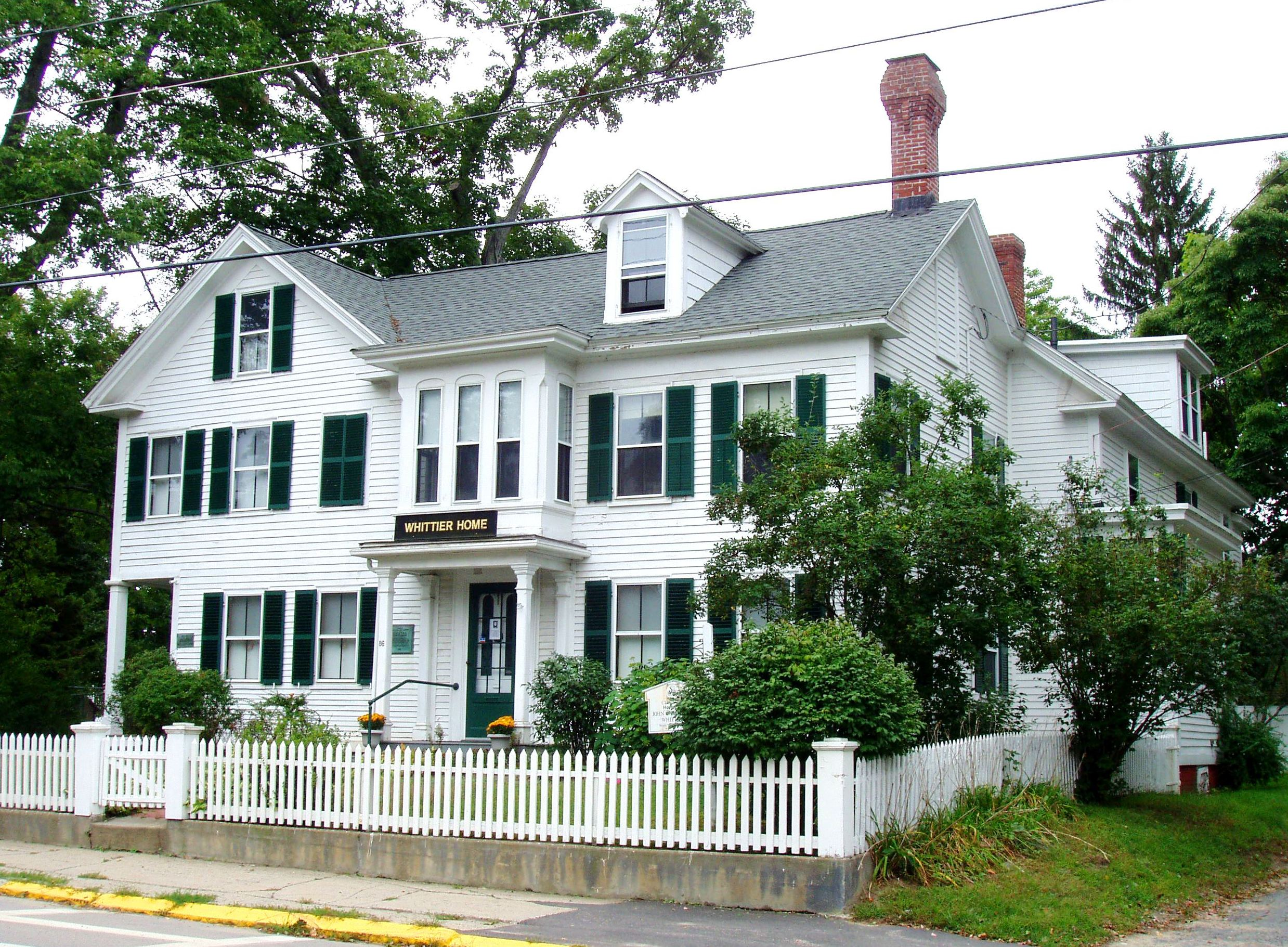
에임즈베리 (매사추세츠주)에 있는 존 그린리프 휘티어 하우스

너새니얼 호손은 휘티어의 《문학적 여가와 잡다한 글들》(1854)을 "휘티어의 책은 형편없다! 나는 그 사람을 좋아하지만, 그의 시나 산문에 대해 높은 평가를 내리지 않는다"고 일축했다. 그러나 편집자 조지 리플리는 휘티어의 시가 상쾌하다고 생각하며 "운율의 장엄한 움직임, 상상의 웅장함, 부드럽고 엄숙한 비애의 맥, 즐거운 신뢰"와 "순수하고 고귀한 성격"을 가지고 있다고 말했다. 보스턴 비평가 에드윈 퍼시 위플은 휘티어의 도덕적, 윤리적 어조가 진실한 감정과 어우러져 있음을 지적했다. 그는 "이 마지막 권을 읽을 때, 내 영혼이 성수에 목욕한 것 같은 기분이 든다"고 썼다. 이후 학자와 비평가들은 휘티어 시의 깊이에 의문을 제기했다. 그중 한 명인 칼 켈러는 "휘티어는 사랑해야 할 작가이지, 혹평해야 할 작가가 아니다"라고 말했다.

## 영향 및 유산

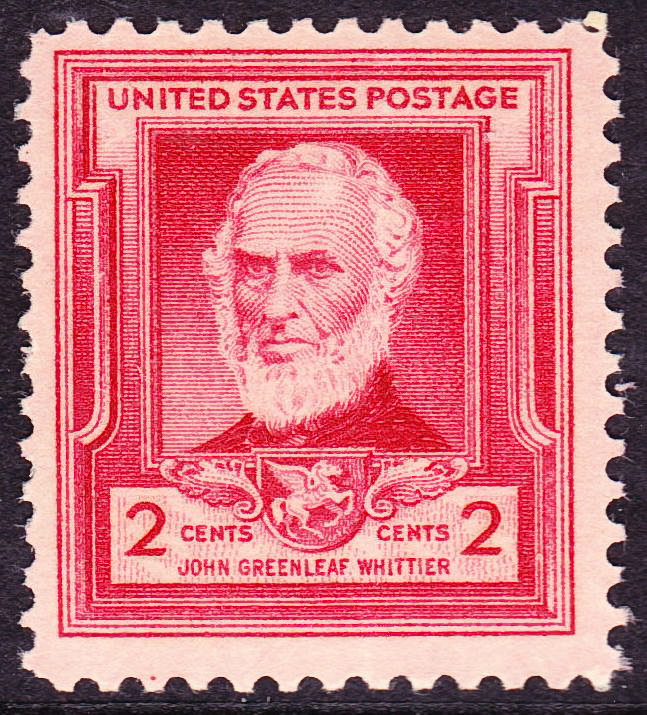
1940년 발행된 휘티어의 미국 우표, 1940년 유명한 미국인 시리즈에서 발행됨

휘티어는 앨리스 캐리, 피비 캐리, 사라 온 주엣, 루시 라컴, 셀리아 택스터를 포함한 여성 작가들을 특히 지지했다. 그는 문학의 도덕적 특성에 대한 믿음과 뉴잉글랜드 민속에 대한 관심을 공유했던 주엣의 산문 작품에 특히 큰 영향을 미쳤다. 주엣은 자신의 책 중 하나를 그에게 헌정했으며, 자신의 몇몇 캐릭터를 휘티어의 삶에 등장하는 인물들을 모델로 삼았다.

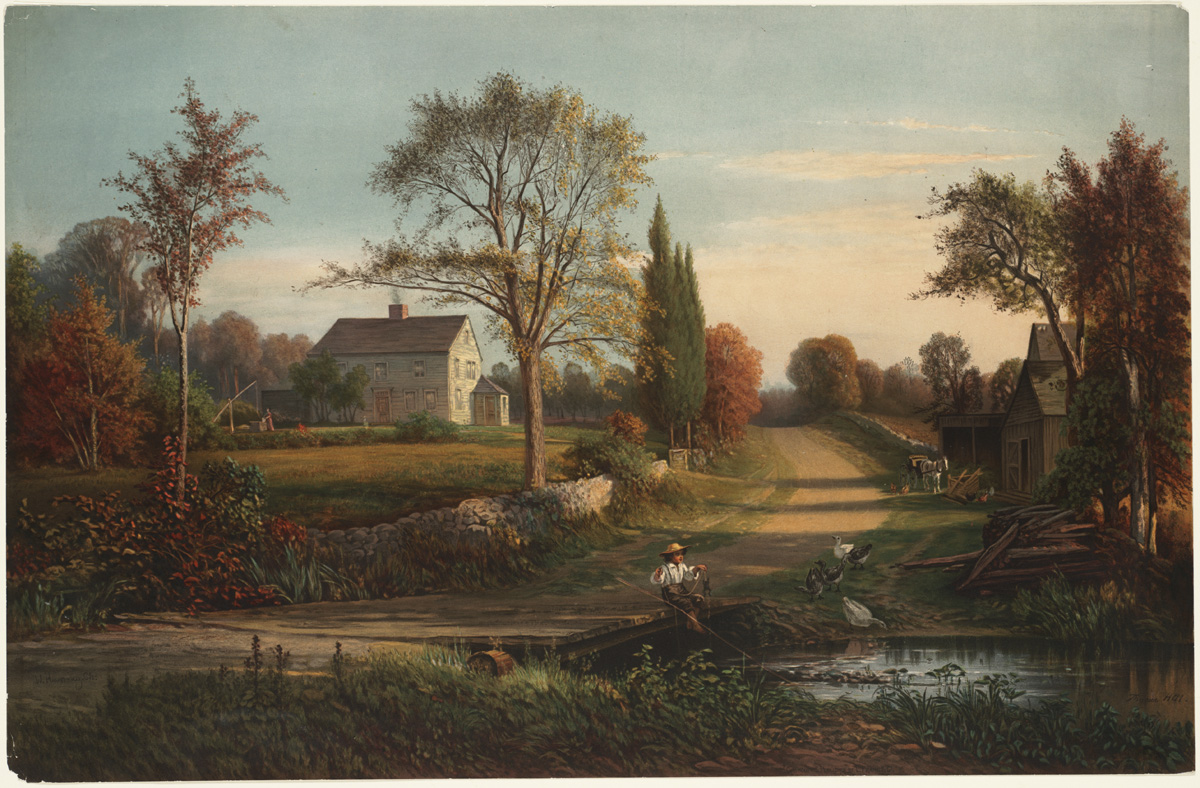
토마스 힐 (미국 화가)이 그린 휘티어의 고향집

휘티어의 가족 농장인 존 그린리프 휘티어 고향집 또는 단순히 "휘티어의 고향집"은 현재 일반에 공개된 유적지이다. 그가 56년간 살았던 에임즈베리의 나중 거주지도 일반에 공개되어 있으며, 현재 존 그린리프 휘티어 하우스로 알려져 있다. 휘티어의 고향인 헤이브릴은 J.G. 휘티어 중학교, 그린리프 초등학교, 휘티어 지역 직업 기술 고등학교를 포함하여 그의 이름을 딴 많은 건물과 랜드마크를 가지고 있다. 전국에 있는 다른 많은 학교들도 그의 이름을 따르고 있다.
새거모어 및 본 교량 양식으로 건설된 존 그린리프 휘티어 교량은 인터스테이트 95번 고속도로를 에임즈베리에서 뉴버리포트까지 메리맥 강 위로 연결한다. 오시피 (뉴햄프셔주)의 베어캠프 강을 가로지르는 지붕 있는 다리 또한 휘티어를 기념하여 이름 붙여졌다.
휘티어 (캘리포니아주)시는 시인의 이름을 따서 명명되었으며, 휘티어 (알래스카주), 그린리프 (아이다호주), 휘티어 (아이오와주)와 같은 공동체; 미니애폴리스의 휘티어 동네; 콜로라도주 덴버와 볼더의 휘티어 동네, 그리고 그곳의 학교와 공원도 그의 이름을 따고 있다. 휘티어 칼리지와 휘티어 로스쿨 모두 그의 이름을 따서 명명되었다. 위니펙의 세인트 보니페이스 지역에 있는 공원은 그의 시 "레드 리버 보이어저"를 기려 시인의 이름을 따서 명명되었다. 워싱턴 D.C.의 휘티어 교육 캠퍼스는 그를 기려 명명되었다. SS 휘티어 빅토리는 휘티어 칼리지의 이름을 딴 제2차 세계 대전 선박이다. 워싱턴주의 휘티어 피크와 휘티어 산 (워싱턴), 그리고 뉴햄프셔주의 휘티어 산 (뉴햄프셔)도 그의 이름을 딴 산이다.
너새니얼 호손의 P.의 서신(1846)이라는 대체 역사 소설은 영어로 출판된 최초의 이야기로 여겨지며, "휘티어, 불같은 퀘이커 청년, 뮤즈가 그에게 전투 나팔을 억지로 부여하여 사우스캐롤라이나에서 린치당했다"는 언급을 포함한다. 호손의 가상 연대표에서 이 사건의 날짜는 1835년이었다.
휘티어는 1897년 카드 게임 오서스에 등장한 13명의 작가 중 한 명으로, 그의 저작물 "Laus Deo", "Among the Hills", Snow-bound, "The Eternal Goodness"를 언급했다. 그는 1987년 재발행될 때 카드 게임에서 제외되었다.
휘티어의 시 "황혼"은 1932년 에드윈 파울스에 의해 음악으로 작곡되었다.
2020년, 휘티어 (캘리포니아주)에 세워졌던 그의 동상은 반달리즘에 의해 반노예제 및 Black Lives Matter 슬로건으로 훼손되었다. 그는 노예를 소유한 적이 없었다.

## 작품 목록
시집

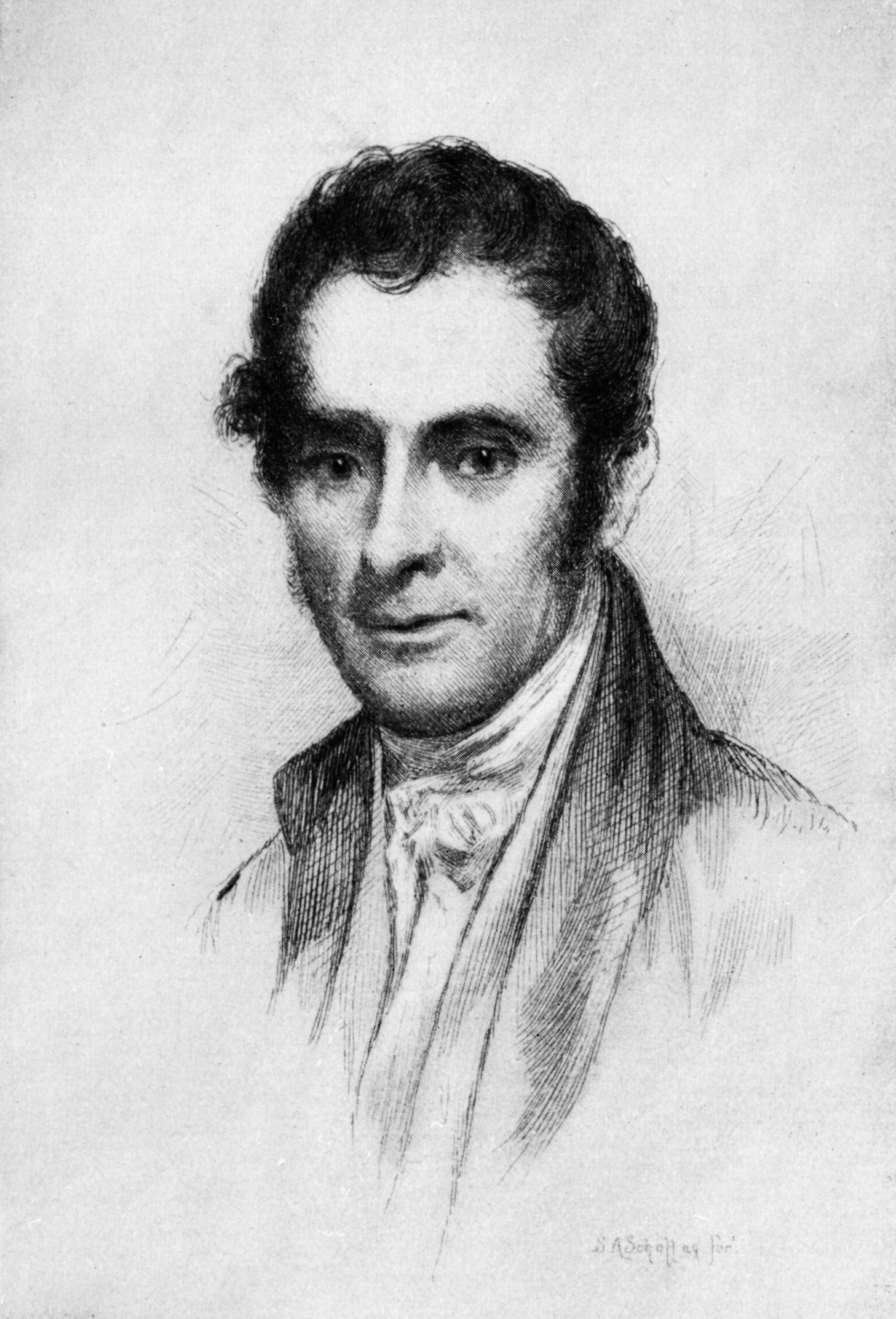
29세의 휘티어

- 미국 노예 폐지 문제의 진행 중에 쓰여진 시 (1837)
- 나의 고향의 노래 (1843)[24]
- 자유의 소리 (1846)[24]
- 노동의 노래 (1850)[24]
- 은둔자의 예배당 (1853)
- 르 마레 뒤 시뉴 (1858년 9월 《디 애틀랜틱 먼슬리》)
- 고향 발라드 (1860)[24]
- 용광로 폭발 (1862)[24]
- 모드 뮐러 (1856)[24]
- 전쟁 중에 (1864)
- 눈에 갇히다 (1866)[24]
- 해변의 텐트 (1867)[24]
- 언덕 속에서 (1869)[24]
- 뉴잉글랜드 발라드 (1870)
- 휘티어의 시, 완전판 (1874)
- 펜실베이니아 순례자 (1872)[24]
- 에차드의 환상 (1878)[24]
- 왕의 전갈 (1881)[24]
- 성 그레고리의 손님 (1886)
- 해질녘에 (1890)[24]

산문
- 로웰의 이방인 (1845)[24]
- 뉴잉글랜드의 초자연 현상 (1847)
- 마가렛 스미스의 일기에서 가져온 잎들 (1849)[24]
- 오래된 초상화와 현대 스케치 (1850)[24]
- 문학적 여가와 잡다한 글들 (1854)[24]

## 내용주
1. ↑  Wagenknecht, 3
2. ↑  Pickard T. Samuel, Life and Letters of John Greenleaf Whittier, Haskell House Publishers, New York (1907); ISBN 0-8383-0191-6
3. ↑  Wagenknecht, pg. 18
4. ↑  Wagenknecht, pg. 5
5. ↑  Woodwell, pg. 12
6. ↑  Woodwell, pg. 17
7. ↑  Lease, Benjamin (1972). 《That Wild Fellow John Neal and the American Literary Revolution》. Chicago, Illinois: University of Chicago Press. 129쪽. ISBN 0-226-46969-7.
8. ↑  Sears, Donald A. (1978). 《John Neal》. Boston, Massachusetts: Twayne Publishers. 113, quoting Whittier쪽. ISBN 080-5-7723-08.
9. ↑  Pollard, John A. (2018) [Originally published in Bulletin of Friends Historical Association, vol. 32, no. 1, Spring 1943, pp. 5-12]. 〈John Neal, Doctor of American Literature〉.   DiMercurio, Catherine C. 《Nineteenth-Century Literature Criticism: Criticism of the Works of Novelists, Philosophers, and Other Creative Writers Who Dies between 1800 and 1899, from the First Published Critical Appraisals to Current Evaluations》. Farmington Hills, Michigan: Gale, A Cengage Company. 187, quoting John Neal쪽. ISBN 978-1-4103-7851-4.
10. ↑  Kayorie, James Stephen Merritt (2019). 〈John Neal (1793–1876)〉.   Baumgartner, Jody C. 《American Political Humor: Masters of Satire and Their Impact on U.S. Policy and Culture》. Santa Barbara, California: ABC-CLIO. 90쪽. ISBN 9781440854866.
11. ↑  Woodwell, 25
12. ↑  Wagenknecht, 13
13. 1 2 3 4  Wagenknecht, pg. 6
14. ↑  Ehrlich, Eugene; Carruth, Gorton (1982). 《The Oxford Illustrated Literary Guide to the United States》. New York: 옥스퍼드 대학교 출판부. 206쪽. ISBN 0-19-503186-5.
15. ↑  Miller, William Lee (1998). 《Arguing about Slavery: John Quincy Adams and the Great Battle in the United States》. Knopf Doubleday Publishing. ISBN 9780679768449. 2020년 1월 16일에 확인함.
16. ↑  Corps, Terry (2009). 《The A to Z of the Jacksonian Era and Manifest Destiny》. Latham, MD: Scarecrow Press. 343–344쪽. ISBN 978-0810868502. 2018년 2월 4일에 확인함.
17. ↑  List of delegates, Anti-Slavery Convention 1840. Retrieved August 3, 2015.
18. ↑  Laurie, pg. 59
19. ↑  Laurie, pg. 60
20. ↑  Ehrlich, Eugene and Gorton Carruth. The Oxford Illustrated Literary Guide to the United States. New York: Oxford University Press, 1982: pg. 51; ISBN 0-19-503186-5
21. ↑  Laurie, pg. 77
22. 1 2  Wagenknecht, pg. 8
23. 1 2  Kilcup, Karen L. Who Killed American Poetry? From National Obsession to Elite Possession. Ann Arbor, MI: University of Michigan Press, 2019: pg. 155; ISBN 978-0-472-13155-6
24. 1 2 3 4 5 6 7 8 9 10 11 12 13 14 15 16 17 18  Wagenknecht, pg. 7
25. ↑  Wagenknecht, pp. 108–109
26. ↑  “APS Member History”. 《search.amphilsoc.org》. 2021년 4월 27일에 확인함.
27. ↑  Ehrlich, Eugene, and Gorton Carruth. The Oxford Illustrated Literary Guide to the United States. New York: Oxford University Press, 1982: pg. 46; ISBN 0-19-503186-5
28. ↑  Ehrlich, Eugene, and Gorton Carruth. The Oxford Illustrated Literary Guide to the United States. New York: Oxford University Press, 1982: pg. 14. ISBN 0-19-503186-5
29. ↑  Wagenknecht, pg. 9
30. ↑  Pouliot, Charles J. Amesbury. Charleston, SC: Arcadia Publishing, 2002: pg. 68; ISBN 0-7385-1121-8
31. ↑  Epstein, Dena (2003). 《Sinful Tunes and Spirituals: Black Folk Music to the Civil War》. Chicago: University of Illinois Press.
32. ↑  McKim, Lucy (1862년 11월 8일). 《Songs of the Port Royal 'Contrabands'》. 《Dwight's Journal of Music》 21. 254–255쪽.
33. ↑  Woodwell, pg. 252
34. ↑  Crowe, Charles. George Ripley: Transcendentalist and Utopian Socialist. Athens, GA: University of Georgia Press, 1967: pg. 247.
35. ↑  Woodwell, 443–444
36. ↑  Gioia, Dana. "Longfellow in the Aftermath of Modernism". The Columbia History of American Poetry, edited by Jay Parini. Columbia University Press, 1993: pg. 80; ISBN 0-231-07836-6
37. ↑  Blanchard, Paula. Sarah Orne Jewett: Her World and Her Work. Cambridge, MA: Perseus Publishing, 1995: 183–185. ISBN 0-7382-0832-9
38. ↑  Ehrlich, Eugene, and Gorton Carruth. The Oxford Illustrated Literary Guide to the United States. New York: Oxford University Press, 1982: 50. ISBN 0-19-503186-5
39. ↑  “Whittier Bridge - New Hampshire Covered Bridges”.
40. ↑  “History of Greenleaf”.
41. ↑  Petersen, Clarence. "Poe To Whittier: Nevermore", The Chicago Tribune. June 22, 1987.
42. ↑  Fowles, Edwin Wesley Howard (1932), 《Seven hymn tunes [music] / composed by Dr E.W.H. Fowles》 (영어), W.R. Smith & Paterson
43. ↑  Gonzales, Ruby. "Statue of abolitionist John Greenleaf Whittier vandalized in his namesake city", San Gabriel Valley Tribune. June 15, 2020 at 6:00 p.m.

## 더 읽어보기
- Pickard, John B. John Greenleaf Whittier: An Introduction and Interpretation. New York: Barnes & Noble, Inc., 1961.
- Stedman, Edmund Clarence (1911). 〈Whittier, John Greenleaf〉.   Chisholm, Hugh. 《브리태니커 백과사전》 28 11판. 케임브리지 대학교 출판부. 613–614쪽.

### 서한 및 문서
- 존 그린리프 휘티어 서한. 리하이 대학교의 I Remain: A Digital Archive of Letters, Manuscripts, and Ephemera를 통해 온라인으로 이용 가능.
- 존 그린리프 휘티어 필사본 컬렉션 스와스모어 칼리지 친우회 역사 도서관 소장
- 존 G. 휘티어 사진 컬렉션 스와스모어 칼리지 친우회 역사 도서관 소장
- 존 그린리프 휘티어 편지책 해버퍼드 칼리지 퀘이커 및 특별 컬렉션 소장
- 존 그린리프 휘티어 연구 논문 스와스모어 칼리지 친우회 역사 도서관 소장

### 장소
- 휘티어 가족 고향집과 존 그린리프 휘티어의 출생지
- 존 그린리프 휘티어 하우스, 에임즈베리, 매사추세츠주
- 스와스모어 칼리지 친우회 역사 도서관 소장 존 그린리프 휘티어 연구 논문